# دختری از پارما
«دختری از پارما» ((به ایتالیایی: La parmigiana)) فیلمی در ژانر کمدی به کارگردانی آنتونیو پیترآنجلی است که در سال ۱۹۶۳ منتشر شد. از بازیگران آن می‌توان به نینو مانفردی، سالوو رندونه، دیدی پرگو، رزالینا ماجو و اومبرتو دورسی اشاره کرد.